# Rivista italiana di numismatica
La Rivista italiana di numismatica è una pubblicazione specialistica a cadenza annuale. È la più antica rivista scientifica di numismatica italiana ancora pubblicata.

## Storia
Fu fondata nel 1888 da Francesco ed Ercole Gnecchi. Il primo direttore è stato Solone Ambrosoli. Ambrosoli resse la direzione per i primi due anni. Gli successero i fratelli Gnecchi, che diressero la rivista per ventotto anni.
Nel 1892 il gruppo che faceva capo alla rivista, fonda la Società Numismatica Italiana e la rivista ne diviene l'organo ufficiale.
Nel 1979, i primi anni della Rivista sono stati ripubblicati in ristampa anastatica dall'editore Aldo Ausilio di Padova.
L'attuale direttore della Rivista è il professor Adriano Savio.

## Direttori
Tra i direttori: Solone Ambrosoli,  i fratelli Gnecchi, Ludovico Laffranchi, Angelo Francesco Romagnoli, Gianluigi Cornaggia Castiglioni, Serafino Ricci, Giorgio Nicodemi, Sormani Andreani Verri, Oscar Ulrich Bansa.